# Batad (Ifugao)

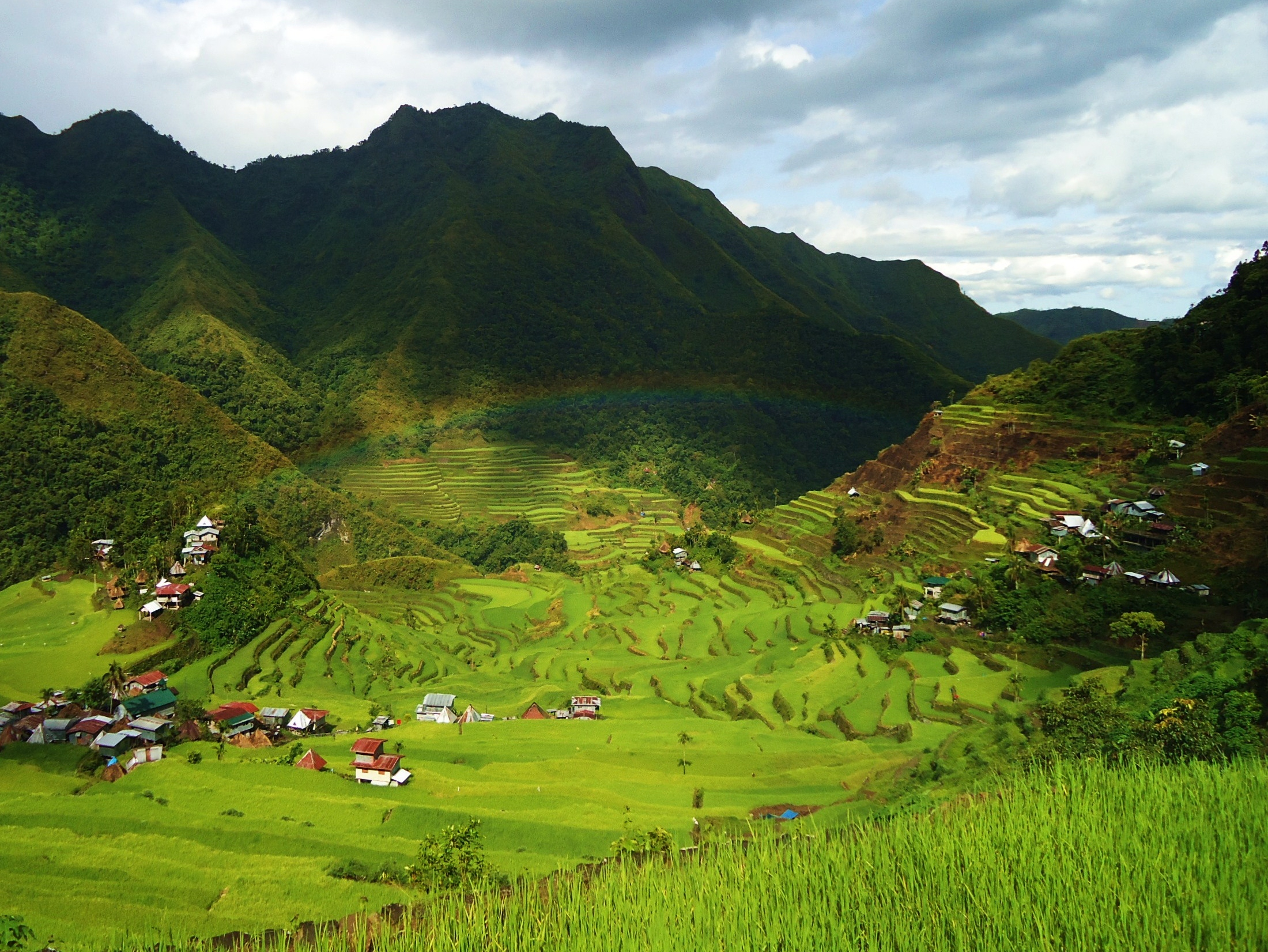
Reisterrassen in Batad

Batad ist ein Dorf der Stadtgemeinde Banaue der Region Ifugao auf der Insel Luzon, Philippinen.
Es liegt in den Philippinischen Kordilleren und ist für die im UNESCO-Weltkulturerbe aufgenommenen Reisterrassen in den philippinischen Kordilleren bekannt.